# مقاطعة بولدينغ (أوهايو)
مقاطعة بولدينغ (بالإنجليزية: Paulding County)‏ هي إحدى مقاطعات ولاية أوهايو في الولايات المتحدة الأمريكية.